# Мирное (Хабаровский край)
Ми́рное — село в Хабаровском районе Хабаровского края. Административный центр Мирненского сельского поселения.

## География
Село Мирное стоит на 11-м километре трассы Хабаровск — Комсомольск-на-Амуре. От села Мирное на север идёт дорога к селу Чистополье.

## Население
| 1992 | 2002  | 2010  | 2011  | 2012  | 2021  |
| ---- | ----- | ----- | ----- | ----- | ----- |
| 1600 | ↗1645 | ↘1574 | ↗1579 | ↗1632 | ↗3715 |

## Инфраструктура
- Сельскохозяйственные предприятия Хабаровского района.
- Строительные предприятия Хабаровского района.
- ГИБДД Хабаровского района.
- В окрестностях села Мирное находятся садоводческие общества хабаровчан.
- Жилой фонд села Мирное состоит из многоэтажных домов и частного сектора.